# Ludwig Holzfurtner
Ludwig Holzfurtner (* 31. Januar 1954 in München) ist ein deutscher Historiker.
Von 1975 bis 1982 studierte er Geschichte, katholische Theologie und lateinische Philologie des Mittelalters an der Ludwig-Maximilians-Universität München. Nach der Promotion 1982 zum Dr. phil. ist er seitdem wissenschaftlicher Mitarbeiter der Kommission für Bayerische Landesgeschichte bei der Bayerischen Akademie der Wissenschaften. Nach der Habilitation 1993 lehrte er an der Universität München. Am 14. April 2000 wurde er zum außerplanmäßigen Professor ernannt.
Seine Forschungsschwerpunkte sind Geistes-, Gesellschafts- und Verfassungsgeschichte des frühen und hohen Mittelalters und Geschichte Bayerns im 19. Jahrhundert. Mit seiner Habilitation wurde erstmals das brachliegende Feld der Grafschaftsforschung im 11. Jahrhundert umfassend erforscht.

## Schriften (Auswahl)
- Gründung und Gründungsüberlieferung. Quellenkritische Studien zur Gründungsgeschichte der Bayerischen Klöster der Agilolfingerzeit und ihrer hochmittelalterlichen Überlieferung. Kallmünz 1984, ISBN 3-7847-3011-6.
- Das Klostergericht Tegernsee. Kallmünz 1985, ISBN 3-7696-9934-3.
- Das Landgericht Wolfratshausen. Kallmünz 1993, ISBN 3-7696-9813-4.
- Die Grafschaft der Andechser. Comitatus und Grafschaft in Bayern 1000–1180. Kallmünz 1994, ISBN 3-7696-9690-5.